# 蒂芙尼·特朗普
蒂芙尼·亚莉安娜·特朗普（英語：Tiffany Ariana Trump，1993年10月13日—），美国职业模特及歌手，是唐纳德·特朗普和他第二任妻子馬拉·梅普爾斯之間的唯一子女。

## 早年生活及教育背景
蒂芙尼·特朗普出生于佛罗里达州西棕榈滩的聖瑪麗醫療中心，是唐纳·川普和他第二任妻子馬拉·梅普爾斯唯一的女兒。她的名字源于其父在购买蒂芙尼公司位于纽约第五大道旗舰店傍一块地产后修的川普大厦。 她小时候和她母亲在加利福尼亚生活，直到从加利福尼亚州观点高中（Viewpoint School）毕业，被宾夕法尼亚大学录取。她在大学期间她主修了两门专业，分别是社会学及城市研究学。
2017年，蒂芙尼被乔治城大学法学院录取，2020年毕业取得法律博士学位。

## 职业生涯

### 音乐及时尚
2014年，蒂芙尼在宾夕法尼亚大学学习期间曾发布过单曲《Like a Bird》。后来其在接受奧花·雲費的采访中说到自己正在考虑是否要将自己的音乐生涯推进到下一个阶段，去做一名专业的全职音乐人。蒂芙尼同时也以实习生身份在《時尚》工作，在纽约时装周期间，作为模特参演了2016 Andrew Warren fashion show的走秀。

### Instagram
在Instagram平台上，蒂芙尼·特朗普更是频繁更新，光是在2016年，她就有超过十万名粉丝。她的社交网络时常发布与名人子嗣在一起的照片。其中包括小罗伯特·F·肯尼迪的女儿凯拉·肯尼迪，艺术家亨利·马蒂斯的曾孙女吉亚·马蒂斯，魔术师约翰逊的儿子EJ·约翰逊等。

## 个人生活
蒂芙尼·特朗普称自己已在宾夕法尼亚注册成为了一名共和党党员。在2016年美国总统大选期间，她加入了她父亲和特朗普家族的竞选活动。在2016年共和党全国代表大会的第二晚大会上为她的父亲竞选总统发表演说。
2022年11月12日，蒂芙尼和比自己小四歲的黎巴嫩裔企業繼承人Michael Boulos結婚。
2025年5月15日，蒂芙尼於X和Instagram宣布第一個兒子出生，名為Alexander Trump Boulos。

## 引用
1. ↑  Graham, Ruth. . Slate. Jul 20, 2016  [Jul 24, 2016]. （原始内容存档于2016-07-23）.
2. ↑  Geringer, Dan. . The Philadelphia Inquirer. May 17, 2016  [June 9, 2016]. （原始内容存档于2016-10-17）.
3. ↑  . New York Post. November 21, 2015  [June 9, 2016]. （原始内容存档于2016-12-24）.
4. ↑  Bennett, Kate. . CNN. 2020-05-20  [2024-11-07]. （原始内容存档于2024-09-20） （英语）.
5. ↑  Glum, Julia. . Newsweek. 2017-05-08  [2024-11-07]. （原始内容存档于2024-10-01） （英语）.
6. ↑  Yousefi, Ryan. . Broward New Times. April 15, 2016  [June 9, 2016]. （原始内容存档于2016-06-10）.
7. ↑  Shewfelt, Raechel. . Yahoo News. February 16, 2016  [June 9, 2016]. （原始内容存档于2016-08-08）.
8. ↑  . People.com.   [2025-07-25] （英语）.